# Кошелев, Павел Иванович
Па́вел Ива́нович Ко́шелев (1764 — после 1831) — российский командир, генерал-майор, участник Русско-турецкой войны 1787—1791 годов, Отечественной войны 1812 года и Заграничного похода русской армии 1813—1814 годов.
Комендант Севастополя (1800—1801) и Нижнекамчатска (1802—1806), правитель Камчатской области (1803—1806), окружной генерал Внутренней стражи (1821—1827). Сыграл одну из важных ролей в обеспечении Первого русского кругосветного плавания.

## Происхождение
Павел Иванович происходит из дворянского рода Кошелевых, а именно из дворян Орловской губернии. Однако установить его родословную не удалось. Из родственников упоминается только младший брат поручик Дмитрий Иванович Кошелев (ум. 1807), составитель первого словаря чукотского языка.

## Биография

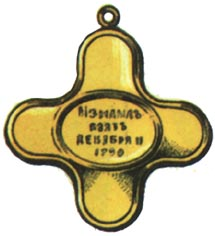
Золотой крест за взятие Измаила

На военную службу записан 1 марта 1774 года в возрасте 10 лет фурьером в лейб-гвардии Преображенский полк. Действительное прохождение службы началось 5 июня 1789 года в лейб-гвардии Конном полку в чине вахмистра, 1 января 1790 года выпущен ротмистром в Ямбургский карабинерный полк.
Принимал участие в Русско-турецкой войне 1787—1791 годов. В ходе штурма Измаила состоял порученцем при М. И. Кутузове. За отличие при взятии Измаила награждён золотым офицерским крестом, произведён в секунд-майоры и переведён в Бугский егерский корпус под командованием М. И. Кутузова.
31 октября 1798 года получил звание полковника, 11 апреля 1800 года назначен командиром Московского гарнизонного генерал-майора П. Е. фон Рейхенберга полка. С 15 сентября 1800 года по 17 апреля 1801 года — комендант Ахтиарской (Севастопольской) крепости и шеф сводного гарнизонного своего имени полка (полк сформирован 4 марта 1800 года из Николаевского, Перекопского и Севастопольского гарнизонных батальонов), затем с 21 ноября 1801 года служил в Белёвском мушкетёрском полку.

### На Камчатке
18 января 1802 года П. И. Кошелев получил звание генерал-майора, а также назначения: комендантом в Нижнекамчатск и командиром Камчатского гарнизонного полка, сменив на этих должностях генерал-майора А. А. Сомова.

#### Благоустройство края
По указу от 30 июня 1803 года новый комендант заводит 4 солеваренных завода: в Нижнекамчатске, Тигиле, Большерецке, Петропавловской гавани. Выяснилось, что экономика полуострова не позволяет прокормить большой солдатский гарнизон, инициативы А. А. Сомова по развитию земледелия оказались безуспешными. По этой причине 3 июля 1803 года гарнизонный полк был ужат в Камчатский гарнизонный батальон.
На основании рапорта коменданта Нижнекамчатска о неблагоприятном положении дел в Охотской транспортной флотилии и злоупотреблениях со стороны Российско-Американской Компании именным указом от 11 августа 1803 года «Об устройстве областного управления на Камчатке и предварительного управления в Охотске» в составе Иркутской губернии была образована Камчатская область с центром в Верхнекамчатске. Коменданту велено было именоваться правителем Камчатской области.
Вместо развития земледелия Кошелев предложил заняться животноводством и выслать на Камчатку 100 семейств якутов со своим скотом. Подавал он и другие предложения: завести солдатам гарнизона одежду из звериных шкур, больше соответствующую климату полуострова; возобновить винокурение из местной сладкой травы; возобновить Анадырский острог на Чукотке. Ни одно из этих предложений не было реализовано, хотя о последнем просили сами чукчи. На встрече с Кошелевым в 1805 году их глава Чегро-Тума заявил:

Всё, что побудило нас собраться в Каменном, состоит единственно в том, чтоб испросить у Тебя быть нашим защитником. Мы слышали, говорил он, о твоей строгости, но слышали и о любви твоей к справедливости. Твоя добрая слава привлекла нас пред лице твоё. Два года ожидали мы тебя с нетерпением. Наконец ты пред нами. Мы видим только тебя и предчувствуем, что не откажешь нам в справедливости.

В 1806 году Кошелевым на Малкинских минеральных источниках была построена больница для венерических больных.

#### Экспедиция И. Ф. Крузенштерна
В июне 1804 года П. И. Кошелеву пришлось принимать меры к примирению участников Первого русского кругосветного плавания графа Н. П. Резанова и И. Ф. Крузенштерна. Генерал также командировал своего младшего брата Дмитрия Ивановича кавалером резановского посольства в Японию взамен высаженного на берег скандального графа Фёдора Толстого-Американца.
Крузенштерн оставил такой отзыв о генерале:

Особенно прискорбна была разлука с любезным Кошелевым. Все мы сокрушались об нём и о достойном его брате, тем более, что оставляли их в такой земле, где в безмерном удалении от друзей своих и родственников окружены они были людьми, от которых не только не могли ожидать искренности и удовольствий жизни, но на против, должны были опасаться всяких ухищрений и досад. С величайшею охотою взял бы я с собою брата его в Россию; его любили все на корабле нашем сердечно и желали иметь своим сотоварищем, но Губернатор, хотя и желал бы, чтобы он воспользовался сим случаем, не мог дать ему на то позволения. Сверх того и разлука была бы для него слишком жестока, долженствовавшего лишиться чрез то своего почти единственного собеседника и деятельного помощника в делах тягостных.

Впрочем, не все участники экспедиции И. Ф. Крузенштерна простились с правителем Камчатки окончательно. В феврале 1807 года академик Г. И. Лансдорф снова посетил полуостров и был там любезно встречен генералом Кошелевым и его братом.

#### Конфликт с И. Б. Пестелем
Вскрытие на Камчатке множества злоупотреблений вызвало недовольство областным правителем среди местного чиновничества. Уже зимой 1804 года под руководством подполковника Сибирякова возник заговор с целью убийства генерала. Окончательно заговор раскрылся 3 апреля 1806 года, Кошелев арестовал заговорщиков и отправил следственное дело в Иркутск. Однако находившийся в Иркутске новый сибирский генерал-губернатор И. Б. Пестель предписал генералу немедленно освободить всех арестованных офицеров и ждать дальнейших распоряжений. В ответ П. И. Кошелев отписал соратнику Пестеля иркутскому губернатору Н. И. Трескину следующее:

…подобного рода несправедливое решение могло произойти только от того, что Пестель зять Биллингса, у которого <под>полковник Сибиряков был вестовым и писарем, а потом возвышен в чинах за содействие Биллингсу красть и грабить всех в Камчатке. Поэтому вам не хочется обличить Сибирякова, имеющего к тому же протекцию у всесильной Российско-Американской К<омпании>, будучи зятем правителя дел главного её правления Зеленина. Я, как человек честный, не боюсь вашего гнева и говорю вам правду, что вы самовольный властелин и пристрастны к моим противникам.

В результате по доносу Пестеля 14 ноября 1806 года генерал-майор Кошелев был отрешён от должности и определён состоять по армии. На его место назначен генерал-майор Петровский с поручением провести расследование всех «злоупотреблений» предшественника и задержать его на Камчатке. Петровский прибыл на полуостров 19 августа 1807 года. 30 марта 1808 года Пестель получил уведомление графа А. А. Аракчеева, что император Александр I повелел:

Генерал-майора Кошелева, по прибытии в Иркутск, арестовать и препроводить в Петербург под присмотром, а всех арестованных в Камчатке офицеров освободить, не внося им в формуляр бытность их под судом.

Кошелев прибыл в Иркутск 12 ноября 1809 года, где с него сорвали эполеты и под караулом отправили в столицу, чтобы он предстал перед судом. По сентенции военного суда, утверждённой императором, генерал был отставлен от службы «за законопротивные поступки и чинимые им притеснения офицерам Камчатского гарнизонного батальона».

### Возвращение в армию
После начала Отечественной войны по ходатайству занимавшегося формированием Санкт-Петербургского ополчения М. И. Кутузова император освободил П. И. Кошелева из-под ареста, и 31 июля 1812 года генерала приняли в ополчение. Кошелев занимался формированием 4-й дружины ополчения, которую и возглавил.
При выступлении в поход 4-я дружина насчитывала 802 человека, под началом Кошелева оказался в том числе один из участников камчатского заговора против него барон В. И. Штейнгейль, будущий биограф Санкт-Петербургского ополчения. В своих «Записках, касательно составления и самого похода Санкт-петербургского ополчения против врагов Отечества в 1812 и 1813 годах» Штейнгель практически не упоминает о командире.
Ополчение присоединилось к 1-му отдельному пехотному корпусу генерала П. Х. Витгенштейна, прикрывавшему петербургское направление. По наградному представлению главнокомандующего М. И. Кутузова «за оказанные им подвиги» 18-20 октября в сражении под Полоцком начальник 4-й дружины был прощён императором Александром I за прежние проступки.
П. И. Кошелев затем был назначен начальником 2-й бригады ополчения, далее начальником 2-й дивизии, в этом качестве принимал участие в боях под Чашниками (31 октября), Смолянами (3-14 ноября) и в Березинской операции (26-29 ноября). В списке отличившихся в бою под Чашниками говорится:

4-й дружины. Начальник 2-й дивизии 2-й бригады и оной дружины генерал-майор Кошелев. 

Генерал-лейтенант кн. Яшвиль рекомендует, что они, быв в сражении с 4-й дружиною при Могилёвском полку, присутствием своим удерживали оную во всём устройстве, храбростию и неустрашимостию давали случай оной дружине к отличному действию противу неприятеля.

В списке отличившихся в сражении при реке Березине сообщается, что:

Начальник 2-й дивизии ополчения генерал-майор Кошелев, ордена св. Владимира 3-й степени кавалер. 

Генерал-майор Кошелев, начальствуя вверенною ему дивизиею, под сильным неприятельским огнём везде сам распоряжал и устраивал с большим благоразумием, неустрашимостию и храбростию, чем много способствовал к поражению неприятеля.

С начала 1813 года П. И. Кошелев находился при осаде Модлина. Затем 2 июля принят на службу с определением состоять в Резервной армии. Возглавил отряд из двух рот общим количеством 700 человек, направленный из резерва 2 сентября 1813 года из Варшавы во Фрайбург для восполнения потерь гвардейских полков, понесённых в сражении под Кульмом. В Резервной армии находился до конца 1814 года.
В 1821 году получил назначение окружным генералом 3-го округа Внутренней стражи (ставка в Калуге; правда, С. М. Штутман называет в тот период во главе 3-го округа других лиц). 23 декабря 1827 года уволен в отставку с мундиром.

## Достижения
Павел Иванович Кошелев был награждён:
- «Знаком золотым для ношения в петлице мундира на ленте с чёрными и жёлтыми полосами на левой стороне груди» — Золотым наградным крестом для офицеров на Георгиевской ленте за взятие Измаила (1791);
- орденом Св. Владимира 3-й степени (1812);
- орденом Св. Анны 2-й степени с алмазами;
- прусским орденом Красного орла 2-й степени.

В 1804 году вулкан Камбальный на Камчатке был в честь Павла Ивановича назван И. Ф. Крузенштерном «горою Кошелева». Однако в 1910 году имя Павла Ивановича получил нынешний вулкан Кошелева, а Камбальный вернул себе прежнее наименование.

## Отзывы
Когда во время следствия по делу декабристов В. И. Штейнгелю был задан вопрос, кто оказал влияние на его «свободный образ мыслей», допрошенный в первую очередь указал на генерала Кошелева.